# Александар Б. Лаковић
Александар Б. Лаковић (Пећ, 22. јул 1955) српски је песник, есејиста и књижевни критичар.
Дипломирао на Медицинском факултету у Приштини (1980), специјализовао интерну медицину на Медицинском факултету у Београду (1988). Почев од 1973. објавио је  око хиљаду песама, књижевних приказа, есеја и фељтона у серијским публикацијама, књижевним часописима (Летопис Матице српске, Књижевност, Стремљења, Повеља, Поља, књижевни лист, Књижевне новине, Градина, Багдала, Дијак Бокатин и др). Био је уредник књижевног часописа Кораци (2013–2017). Живи и ради у Крагујевцу.

## Награде
- Награда „Јован Скерлић”, за књигу есеја Ђорђе Марковић Кодер: језик и мит, 2013.
- Награда "Милан Богдановић" за књижевну критику (2014)
- Награда „Кондир Косовке девојке” - за песништво, 2014.
- Награда „Љубомир П. Ненадовић”, за књигу путописа Хиландар и Света Гора између мита и историје - путописна фотомонографија; фотографије Р. Каришић, Г. Вељковић и М. Јеремић, 2019.
- Награда "Григорије Божовић" за роман "Кад куће нисмо закључавали" (2018)
- „Повеља за животно дело УКС“ (2020).
- Повеља Борисава Станковића за допринос развоју српске књижевности (2024)
- Награда "Војислав Брковић" за најбољу књигу против зла и насиља ЗЛОКАЗ (2024)
- Повеља "УКС са златним ликом Симе Матавуља (2024)

## Књиге песама
- Ноћи (1992)
- Заседа (1994)
- Повратак у Хиландар (1996, 1998)
- Дрво слепог гаврана, библиографско издање са академским сликаром Виданом Папићем (1997)
- Док нам кров прокишњава (1998)
- Ко да нам врати лица успут изгубљена, изабране песме (2004)
- Нећеш у песму (2011)
- Гласови под земљом (2015)
- Силазак анђела (2016)
- Хиландар, повратак у себе (2019)
- Слово о речима (2022, 2023)
- Огледи из поетике, Повеља, Краљево (2023)
- Злоказ (2023)

## Књиге есеја
- Од тотема до сродника: Митолошки свет Словена у савременој српској књижевности (2000)
- Токови ван токова: Аутентични песнички поступци у савременој српској поезији (2004)
- Језикотворци: Гонгоризам у српској поезији (2006)
- Дневник речи: есеји и прикази српске песничке продукције 2006-2007 (2008)
- Дневник гласова: есеји и прикази српске песничке продукције 2008-2009 (2011)
- Ђорђе Марковић Кодер: језик и мит (2013),
- Дневник стихова: Прикази и есеји песничке српске продукције 2010\12 (2014),
- Дневник песама: Прикази и есеји песничке српске продукције 2013\15 (2016),
- Речи у сенци: огледи о прећутаним песништвима с краја XX и почетка XXI века (2019) и
- Поетички тетраптих: поетике песника рођених између 1956. и 1965. године (2020);
- Пева "Кућа поред пута" - огледи о крагујевачком књижевном стваралаштву (2023);
- Историја српске поезије Косова и Метохије 1951-2022 (2024);

## Књига путописа и цртежа
- Хиландарски путописи, са академским вајаром Зораном Илићем Брадом (2002).
- Хиландар и Света Гора: између мита и историје - путописна фотомонографија (2019)
- роман "Кад куће нисмо закључавали" (2017)

## Антологије, фељтони, приређивачка делатност
- Антологија песама посвећених Хиландару од XII века: Хиландарје- поетско ходочашће Хиландару (2004)
- Кодеров Митолошки речник (2006) Б. Вукадиновића
- Велики школски час: изобор из поема и књига песама изведених 21. октобра у крагујевачким Шумарицама (2014)
- Његош - ријеч скупља два вијека: зборник радова о стваралаштву Петра II Петровића Његоша 1813-2013 (2013), поводом два века од Његошевог рођења;
- Moћ речи: зборник о песништву Бранка Миљковића, поводом осамдесет година од рођења Бранка Миљковића.
- Хиландар и Света Гора: између мита и историје - путописна фотомонографија (2019)
- Аутор два фељтона у: Гласу јавности - Ходочашће у Хиландар (јул-август 2000); и записи из словенске митологије – Митолошки свет Срба (новембар-децембар 2001).
- Уврштен је у антологију Цветорама: поезија и последњи дани: три деценије новије српске поезије: 1977-2007 Добривоја Станојевића.
- Књига стихова Повратак у Хиландар је преведена на енглески језик и објављена под насловом Return to Chilandar (Serbian Literary Company, Toronto, Canada, 1998).
- Књига изабраних песама Ко да нам врати лица успут изгубљена, преведена на македонски језик (Ристо Василевски) и објављена у Скопљу.